# Jaworzyna Spiska (gmina)
Jaworzyna Spiska – dawna gmina wiejska istniejąca przejściowo w latach 1938–1939 w województwie krakowskim. Siedzibą władz gminy była Jaworzyna Spiska (słow. Tatranská Javorina, niem. Uhrngarten, węg. Javorina).
Gmina zbiorowa Jaworzyna Spiska, zamieszkiwana głównie przez ludność polską, była do końca I wojny światowej częścią powiatu kieżmarskiego (Késmárk) w komitacie Szepes (Spisz) (Królestwo Węgier), gdzie funkcjonowała do 1920 roku jako okręg notarski. W wyniku podziału Spiszu 28 lipca 1920 roku, Polsce przypadło tylko 13 gmin jednostkowych (gmina zbiorowa Łapsze Niżne) przy czym na korzyść Czechosłowacji odcięto terytorium Jaworzyny Spiskiej (a także części Jurgowa), związanej gospodarczo z gminami, które zostały przy Polsce. Po niedojściu do skutku plebiscytu i po decyzji Rady Ambasadorów, dalszą akcję ze strony Polski podjęto w Komisji Delimitacyjnej. Sprawa Jaworzyny przerodziła się w długotrwały spór, który trwał do września 1924 roku. Ostateczne, Komisja Delimitacyjna opracowała w myśl opinii Międzynarodowego Trybunału nowy wniosek, oddający Polsce odcięte „linią ambasadorów” grunty mieszkańców Jurgowa (weszły w skład powiatu spisko-orawskiego), zostawiając całą Jaworzynę przy Czechosłowacji. Wniosek ten zatwierdziła Rada Ligi Narodów.
W 1938, wykorzystując osłabienie Czechosłowacji, Polska wystosowała ultimatum, w którym przedstawiła swoje żądania terytorialne wobec autonomicznej Słowacji. Ostatecznie po okresie drobnych starć zbrojnych i rokowań, okręg Jaworzyny przyłączono do Polski, do powiatu nowotarskiego, na mocy Dekretu Prezydenta Rzeczypospolitej z dnia 16 listopada 1938 i protokołu delimitacyjnego z 30 listopada 1938 roku.
30 czerwca 1939 obszar Jaworzyny włączono do gminy Bukowina Tatrzańska w tymże powiecie.
Po kampanii wrześniowej obzar Jaworzyny został włączony do Słowacji. Po zakończeniu II wojny światowej znalazły się ponownie w granicach Czechosłowacji, a od 1993 – Słowacji.